# Tour Lilleurope
La tour Lilleurope est une tour de bureaux situé dans le quartier d'affaires Euralille, à Lille, France.
Haut de 110 m, il s'agit de la deuxième plus haute tour de Lille après la Tour (du) Crédit lyonnais ou Tour de Lille.
La tour Lilleurope et son atrium enjambent la gare de Lille-Europe, ce qui représentait un véritable défi technique, lors de sa construction.
La structure mixte de la tour, réalisée par l'entreprise Rabot Dutilleul Construction, est constituée d'une poutre échelle en béton armé laquelle prend appui une ossature métallique supportant les planchers suspendus.
Ce site est desservi par la station de métro Gare Lille-Europe.